# Natalia Siwiecová
Natalia Siwiecová (* 1. srpna 1983, Valbřich, Polsko) je polská modelka.

## Životopis
Strhla na sebe pozornost během fotbalových zápasů Euro 2012, kdy si ji na tribuně Národního fotbalového stadionu našel jeden známý fotograf. Její fotky se zdviženými prsty obletěly takřka celý svět. Od té doby nese titul Miss Euro 2012 a je považována za nástupkyni Larissy Riquelme z Paraguaye, jež na sebe strhávala pozornost během světového šampionátu v Africe. Poté se začala objevovat na stránkách různých magazínů, např.:
- „Maxim” (Německo)[6]
- „CKM” (Polsko)[6]
- „Playboy” (Polsko)[6]
- „Esquire” (Turecko)[6]
- „Lifestyle For Men Magazine” (Spojené království)
- „FHM” (Francie)[7]

Vystupovala na Univerzitě ve Vratislavi (polsky Uniwersytet Wrocławski), kde v rámci přednášek “Social Media Day Poland“ hovořila na téma: „Jak být obdivována? Jak používat sociální média pro budování image?“.